# Kostel Narození Panny Marie (Chabařovice)

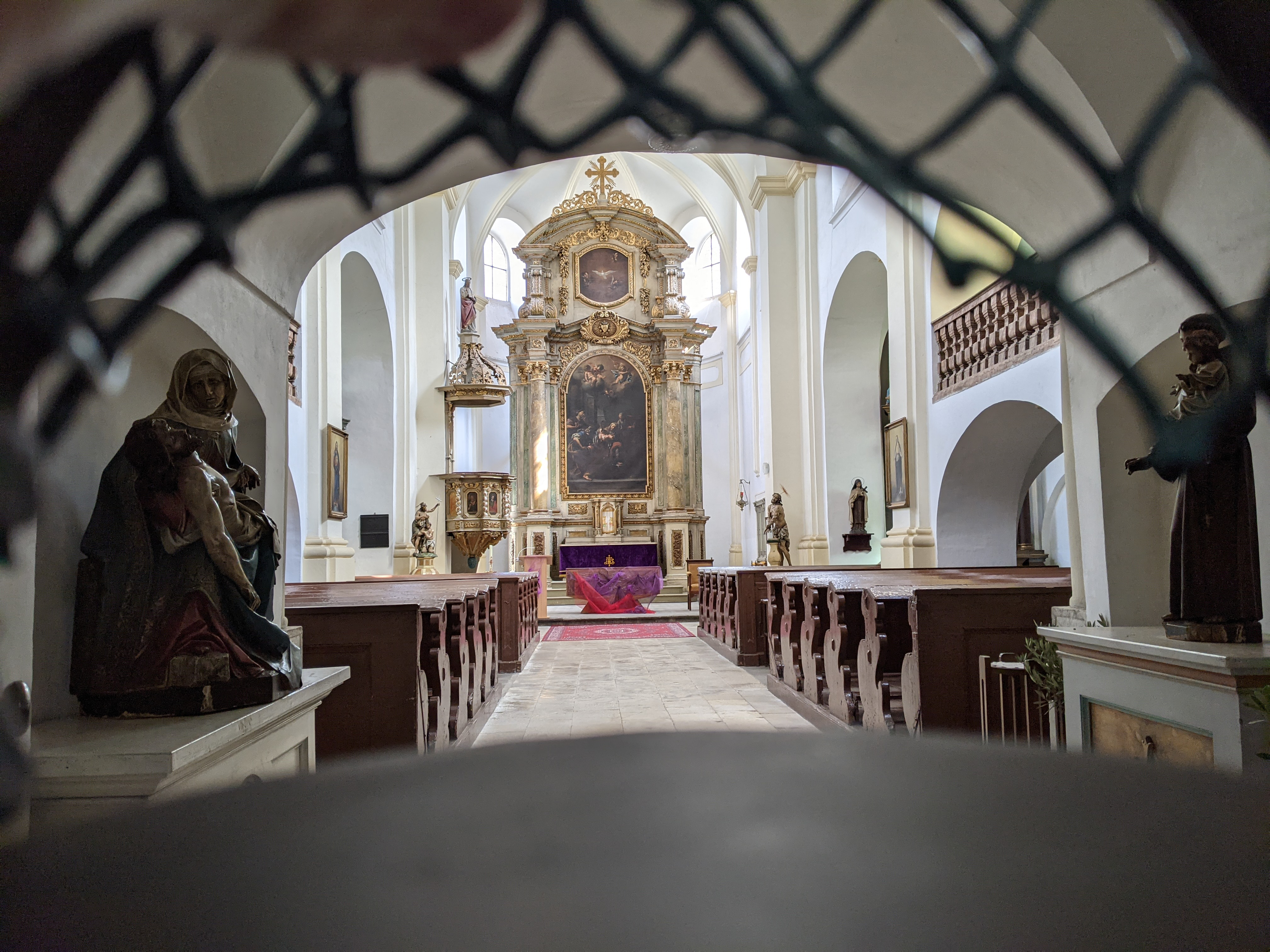
Náhled do interiéru kostela

Kostel Narození Panny Marie v Chabařovicích je římskokatolický kostel. Stojí v obci při průjezdní silnici. Kostel je poprvé doložen k roku 1352. Dnešní podoba pochází z konce 17. století, kdy byla původní stavba i s velkou částí obce zcela zničena požárem. Od roku 1963 je kostel chráněn jako kulturní památka.

## Historie kostela
Kostel v Chabařovicích je poprvé doložen v roce 1352. Roku 1499 byly pořízeny dva velké zvony do zvonice, stojící u kostela. Větší zvon vážil přes 1800 kg a nesl český nápis. Menší měl hmotnost kolem 900 kg a byl na něm reliéf sv. Petra s klíči a sv. Pavla s mečem. Když v roce 1526 kostel vyhořel, byly dva malé zvony v sanktusníku zničeny. V roce 1614 byla ke kostelu přistavěna věž, kam byly převěšeny zvony z roku 1499. V roce 1697 kostel i s velkou částí obce vyhořel, zničeny byly kostelní zvony a veškeré vybavení. Následujícího roku byl kostel zcela přestavěn. Byly pořízeny tři nové zvony od Jana Baltazara Crommela z Ústí nad Labem a vysvěceny v Oseku. 
Poslední přestavbou prošel kostel v roce 1872, kdy byl zvýšen a získal neobarokní podobu. Přestavbu provedl F. Leinweber. Kostelní zvony byly zrekvírovány v roce 1917. V roce 1920 vyrobily chabařovické ocelárny Arnold-Kress tři nové ocelové zvony, které se v kostele nacházejí dodnes. Také hodinový cymbál umístěný v lucerně věže pochází z těchto oceláren. Poslední rozsáhlou rekonstrukcí prošel kostel v letech 1996 až 1997.

## Kostelní zvony
Tři litinové zvony z roku 1920 z kostela Narození Panny Marie v Chabařovicích vyrobily chabařovické ocelárny Arnold - Kress.

### Velký zvon

#### Rozměry
- Dolní průměr: 115 cm.
- Průměr čepce: 64 cm.
- Výška: 82 cm bez koruny, 96 cm s korunou.

#### Popis zvonu
- Koruna: obdélná talířová.
- Krk: třířádkový nápis, výška písmen u prvního řádku 3,5 cm, u zbývajících 3 cm:

MARIA ANNA MAGDALENA / ICH BIN GEGOSSEN IM JAHRE 1920. / UNTER DEM PFARRER HERMANN SITTE. Tj. Marie, Anna, Magdalena - jsem odlit roku 1920 za faráře Hermanna Sitteho.
- Věnec: pět linek, pod nimi jednořádkový nápis, výška písmen 2,5 cm: GEG. KARBITZER STAHLGUSSHÜTTE ARNOLDS - KRESS. Tj. Odlily Chabařovické ocelárny Arnold - Kress.
- SRDCE: oválné, výpusť s kotvou, na jedné straně výpusti nezřetelná obdélná značka, na protější straně vhloubená značka ve tvaru kotvy s háčkem.

### Střední zvon

#### Rozměry
- Dolní průměr: 96 cm.
- Průměr čepce: 53 cm.
- Výška: 68 cm bez koruny, 80 cm s korunou.

#### Popis zvonu
- Koruna: obdélná talířová.
- Krk: čtyřřádkový nápis, výška písmen u prvního řádku 3,5 cm, u zbývajících 3 cm: MICHAEL IOSEPHUS HERMANNUS / DER FURCHTBARE WELTKRIEG HAT MICH VERNICHTED / DIE FREIGEBIGKEIT UND FRÖMMIGKEIT DES VOLKES / HAT MICH WIEDER ERWECKT. 1920. Tj. Michael Josef Hermann - hrozná světová válka mne zničila, lidská štědrost a zbožnost mne znovu probudila. 1920.
- Věnec: tři linky, třetí výrazně širší, pod nimi jednořádkový nápis, výška písmen 2,5 cm: GEG. KARBITZER STAHLGUSSHÜTTE ARNOLDS - KRESS. Tj. Odlily Chabařovické ocelárny Arnold - Kress.
- Srdce: oválné, výpusť s kotvou.

### Malý zvon

#### Rozměry
- Dolní průměr: 77 cm.
- Průměr čepce: 43 cm.
- Výška: 55 cm bez koruny, 65 cm s korunou.

#### Popis zvonu
- Koruna: obdélná talířová.
- Krk: třířádkový nápis, výška písmen u prvního řádku 3,5 cm, u zbývajících 3 cm: PAULUS JOHANNES. / HEILIGSTES HERZ JESU, ERBARME DICH / UNSER UND GIB UNS DEN FRIEDEN. Tj. Pavel Jan - svaté srdce Ježíšovo, smiluj se nad námi a spas naše duše. Na protější straně datace, výška písmen 3,5 cm: 1920.
- Věnec: 5 linek, pod nimi jednořádkový nápis, výška písmen 2,5 cm: GEG. KARBITZER STAHLGUSSHÜTTE ARNOLDS - KRESS. Tj. Odlily Chabařovické ocelárny Arnold - Kress.
- Srdce: obdélného průřezu, směrem dolů se rozšiřující, bez výrazné pěsti.

### Zavěšení a stav zvonů
Zvony jsou zavěšeny na dřevěných hlavách. Jsou v dobrém stavu, zkorodovaný povrch. Stav k r. 2001.